# Религия в Ирландии

Флаг Ирландии:
Зелёный — католики,
оранжевый — протестанты,
белый — мир между ними

Религия в Ирландской республике исторически играет важную роль в обществе. Основной религией традиционно является католицизм латинского обряда

## Дохристианская религия
Дохристианской религией Ирландии являлся друидизм.

## Появление протестантизма
В XVII веке поселенцы из Великобритании начали формировать в Ирландии протестантскую общину. Постепенно численность протестантов в северо-восточных графствах превысила число католиков, что в сочетании с занятием протестантами правящих и руководящих позиций привело к дискриминации по религиозному признаку, сохраняющейся во многом и до сих пор. Основа ирландского протестантского национализма сформировалась в XVIII веке обществом «Объединённых ирландцев» под руководством У. Тона. Однако, католическое общество всегда объединяло большинство населения Ирландии, опираясь на массы сельских жителей.

## Церковь Ирландии в XX веке
Противостояния между католиками и протестантами и диаметрально противоположное отношение у религиозных общин к союзу с Великобританией привели в XX веке к расколу страны, гражданской войне и многочисленным жертвам с обеих сторон. Шесть северных графств, образовавших в 1921 году Северную Ирландию, имели в составе своего населения протестантское большинство, что стало одной из причин разделения государства надвое. Три графства Ольстера, которые не вошли в состав Северной Ирландии, отличались от шести вошедших именно высоким процентом католического населения.
В конституции Ирландской республики одна из статей декларировала особое положение католической церкви в государстве как гаранта веры, исповедуемой большинством населения страны. Эта статья конституции была отменена в результате референдума только в 1972 году.
После Второй мировой войны и окончания периода цензуры позиции церкви в жизни общества постепенно начали слабеть, однако несмотря на это, Ирландия долгое время оставалась самой религиозной страной Европы. В 1949—1951 годах широкую огласку получило так называемое «дело о материнстве». Министр здравоохранения Ноэль Браун внёс законодательный проект о введении бесплатного медицинского обслуживания для детей до 16 лет и женщин. Иерархи католической церкви отреагировали на это предложение резко отрицательно, заявив в своём письме премьер-министру, что светская власть не должна вмешиваться в дела семьи и личности, и что право обеспечивать здоровье ребёнка принадлежит не правительству, а родителям, о чём премьер-министр и сообщил Брауну. Показательно, что министру после этого отказа пришлось оставить должность, но ни во время дебатов по этому вопросу, ни до и ни после, ни он ни его оппоненты не подвергали сомнению право церкви на влияние в социальной сфере и в области морали.
Важным этапом в изменении роли религии в обществе стало начало телевещания, которое привело к открытому обсуждению ранее запретных вопросов, таких как аборты, контроль рождаемости, разводы. Возвращавшиеся из-за рубежа ирландцы привозили с собой изменившиеся морально-этические ценности.
В 1986 году состоялся референдум по вопросу, нужно ли разрешать в Ирландии разводы. 63 % голосовавших высказались против разрешения, что говорит о большом влиянии католической морали даже в эти годы. И только в 1995 году после повторного референдума разводы в Ирландии были легализованы.

## Буддизм в Ирландии
История приобщения ирландцев к буддизму начинается с биографии одного из первых монахов европейского происхождения, урождённого ирландца У Дхаммалоки (1853—1914).

## Современное состояние
Приведена таблица данных о религиозной ситуации в Ирландии.

### Перепись 2006 года
| Религия                                | Численность последователей |
| -------------------------------------- | -------------------------- |
| Римо-католики                          | 3,681,446                  |
| Церковь Ирландии                       | 125,585                    |
| Мусульмане                             | 32,539                     |
| Пресвитериане                          | 23,546                     |
| Православие                            | 20,798                     |
| Методисты                              | 12,160                     |
| Апостольская церковь                   | 8,116                      |
| Буддисты                               | 6,516                      |
| Индуисты (в том числе Сознание Кришны) | 6,082                      |
| Лютеране                               | 5,279                      |
| Евангелисты                            | 5,276                      |
| Свидетели Иеговы                       | 6,291                      |
| Баптисты                               | 3,338                      |
| Иудеи                                  | 1,930                      |
| Викка                                  | 25                         |
| Пантеизм                               | 1,691                      |
| Агностицизм                            | 1,515                      |
| Атеисты                                | 929                        |
| Мормоны                                | 1,237                      |
| Квакеры                                | 882                        |
| Старокатолики                          | 540                        |
| Бахаизм                                | 504                        |
| Церковь Братьев                        | 365                        |
| Другие христианские направления        | 29,206                     |
| Другие религии                         | 8,576                      |
| Не религиозные                         | 186,318                    |
| Не определившиеся                      | 70,322                     |
| Всего                                  | 4,239,848                  |

30 марта 2012 года агентство KNA обнародовала данные новой переписи населения, по которой число атеистов («не религиозные») в стране с 2006 года увеличилось почти на 45 % и составило 269 800 человек. Большую часть этой категории составляют 25-29-летние граждане страны.